# Estillac
Estillac is een gemeente in het Franse departement Lot-et-Garonne (regio Nouvelle-Aquitaine). De plaats maakt deel uit van het arrondissement Agen. Estillac telde op 1 januari 2022 2.392 inwoners.

## Geografie
De oppervlakte van Estillac bedroeg op 1 januari 2022 7,94 vierkante kilometer; de bevolkingsdichtheid was toen 301,3 inwoners per km².

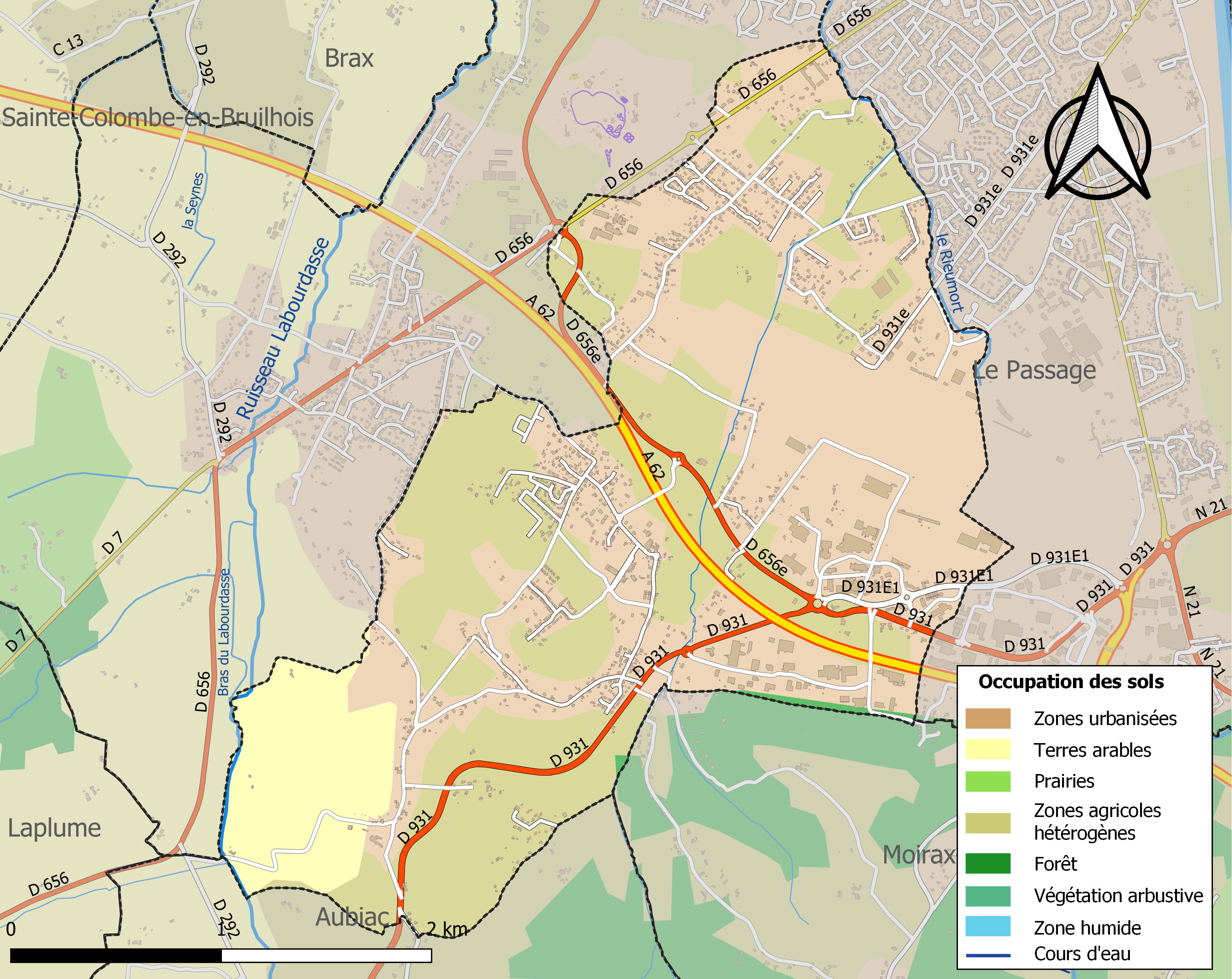
Kaart van de gemeente met de belangrijkste infrastructuur, bodemgebruik en omliggende gemeenten

## Demografie
Onderstaande figuur toont het verloop van het inwonertal (bron: INSEE-tellingen).

## Galerij

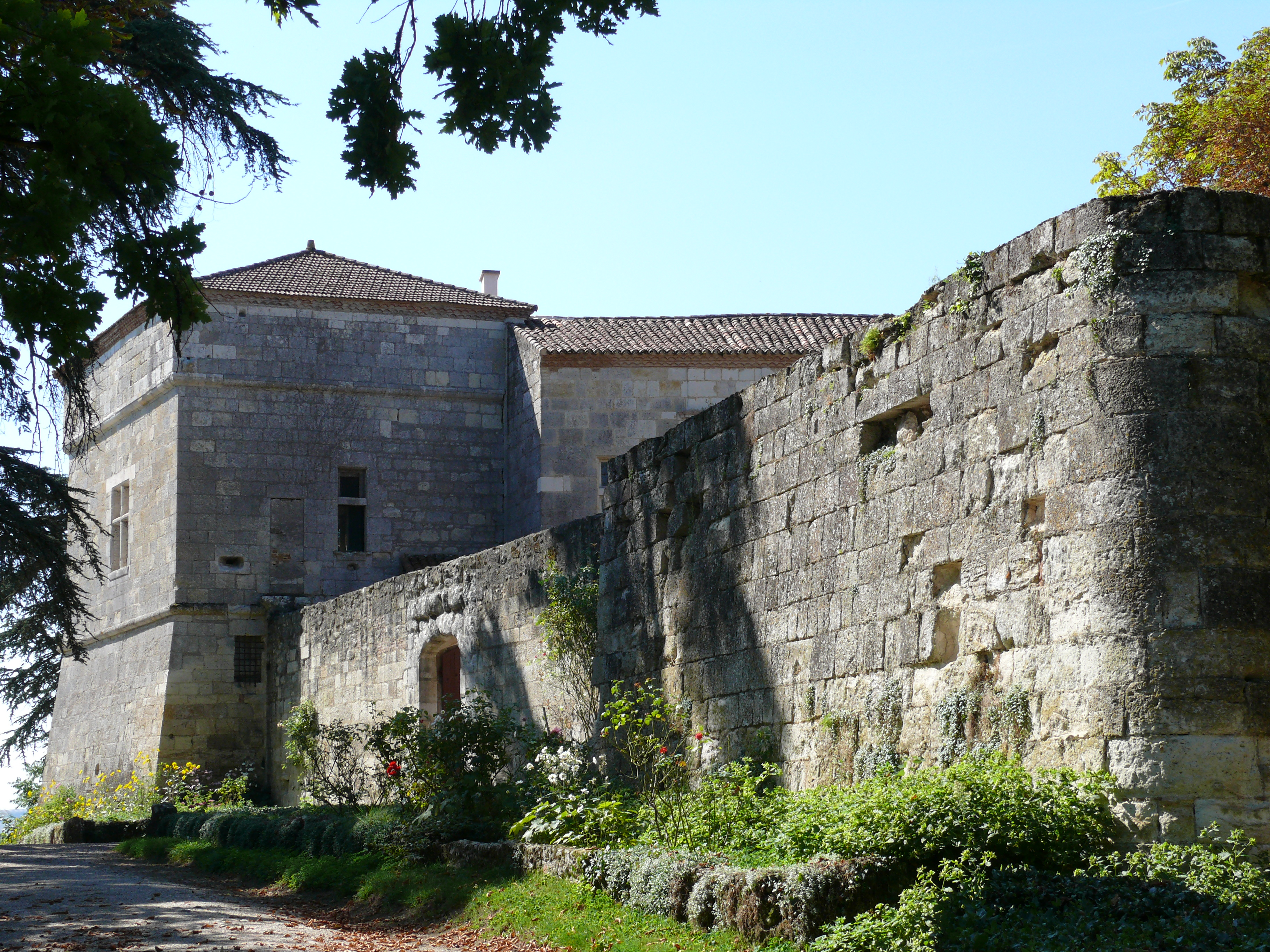
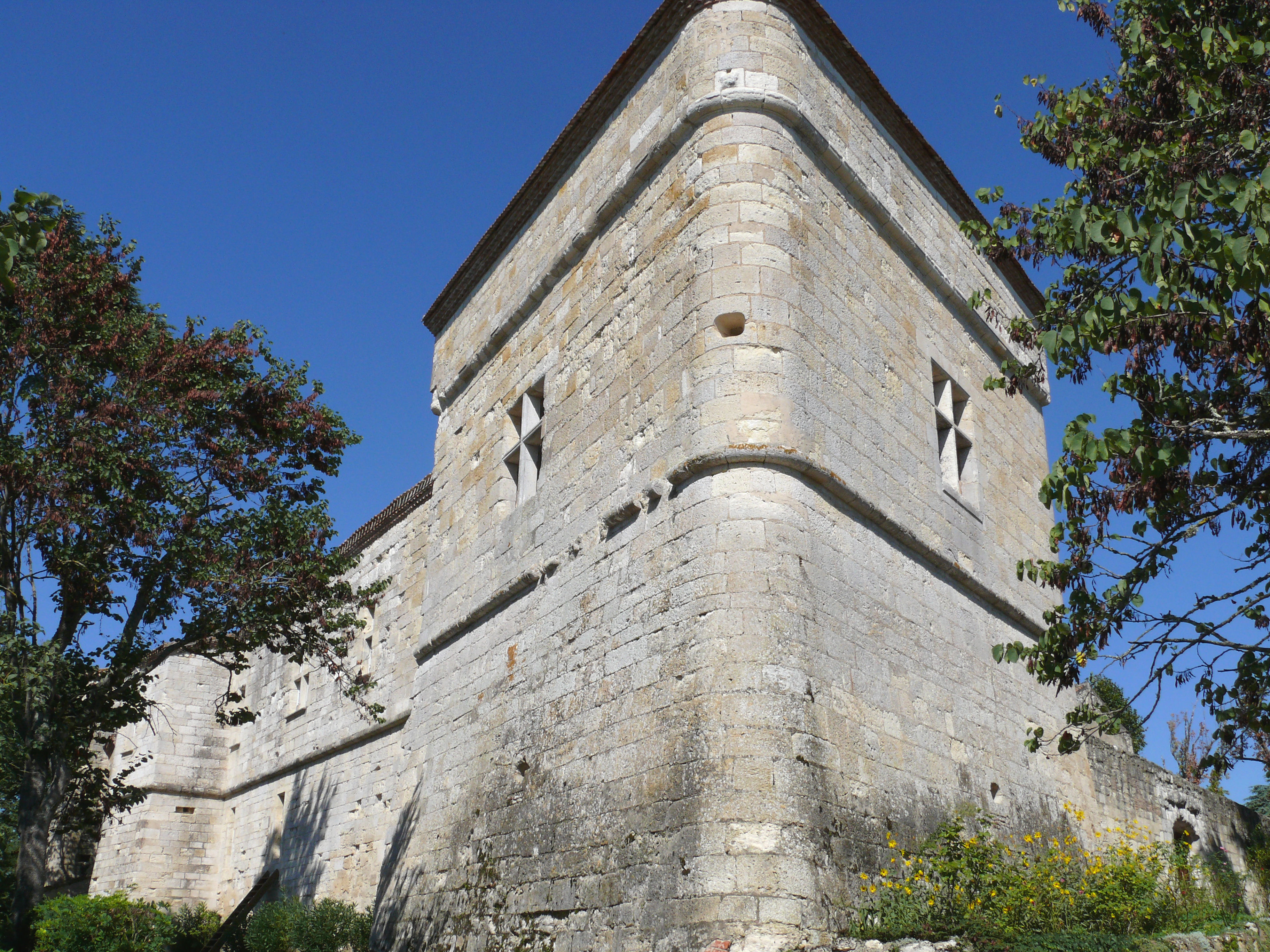
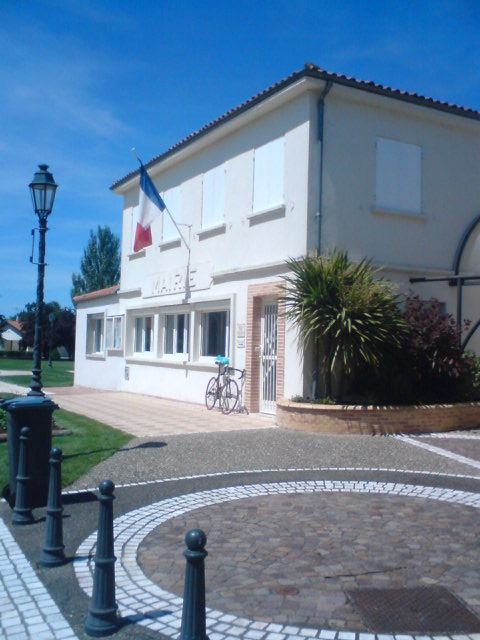